# Stephen Kern Robinson
Stephen Kern Robinson (Sacramento, Kalifornia, 1955. október 26. –) amerikai mérnök, tudós, űrhajós.

## Életpályája
1975-ben diákként dolgozott a NASA Ames Research Centerben. 1978-ban az University of California-Davis keretében repüléstechnikai mérnöki oklevelet szerzett. 1979-ben mérnökként folytatta NASA-küldetését (folyadékok dinamikája, aerodinamika, kísérleti műszerek tervezése). 1985-ben a Stanford Egyetemen gépészmérnöki ismeretekből doktorált. 1990-ben megvédte doktori címét. 1990-től a NASA Langley Kutató Központjának kutatója, vezetője (35 mérnök és tudós vezetője). 1993-ban a Massachusetts Institute of Technology (MIT) meghívott mérnöke. Munkája kiterjedt a műholdak pályairányba állításának, visszanyerésének technológiájára. Amerika több egyetemének meghívott tudósa. 1994-től visszatért a NASA Langley bázisra, ahol vezetője lett a General Aviation Technology programnak. Több mint 1400 órát töltött a levegőben.
1994. szeptember 12-től a Lyndon B. Johnson Űrközpontban részesült űrhajóskiképzésben. Négy űrszolgálata alatt összesen 48 napot, 9 órát és 50 percet (1161 óra) töltött a világűrben. Űrhajós pályafutását 2012. június 30-án fejezte be.

## Űrrepülések
- STS–85, a Discovery űrrepülőgép 23. repülésének küldetésfelelőse. A telepítette, majd visszanyerte az Atmosphere-Shuttle Pallet Satellite-2 (CRISTA-SPAS-2) űreszközt (légkörkutató). Tesztelte az új Japán manipulátor alkalmazhatóságát. Első űrszolgálata alatt összesen 11 napot, 20 órát és 28 percet (284 óra) töltött a világűrben. 7 600 000 kilométert (4 700 000 mérföldet) repült, 189 kerülte meg a Földet.
- STS–95, a Discovery űrrepülőgép 25. repülésének küldetésfelelőse. Tesztelték a Hubble űrtávcső működését. A beépített RMS manipulátor kart működtette. Második űrszolgálata alatt összesen 8 napot, 21 órát és 44 percet (213 óra) töltött a világűrben. 5 800 000 kilométert (3 600 000 mérföldet) repült, 135 kerülte meg a Földet.
- STS–114, a Discovery űrrepülőgép 31. repülésének küldetésfelelőse/fedélzeti mérnök. Az első űrhajós, aki az űrrepülőgép külső felületén végzett javítási műveleteket. Harmadik űrszolgálata alatt összesen 13 napot, 21 órát és 22 percet (333 óra) töltött a világűrben. 9 300 000 kilométert (5 800 000 mérföldet) repült, 219 alkalommal kerülte meg a Földet.
- STS–130, az Endeavour űrrepülőgép repülésének küldetésfelelőse/fedélzeti mérnöke. Legfőbb feladata a Tranquility modul és a Kupola feljuttatása a Nemzetközi Űrállomásra. Negyedik űrszolgálata alatt összesen 13 napot, 18 órát és 6 percet (330 óra) töltött a világűrben. 9 250 000 kilométert (5 700 000 mérföldet) repült, 217 alkalommal kerülte meg a Földet.

### Tartalék személyzet
STS–108, az Endeavour űrrepülőgép 17., repülésének küldetésfelelőse/Mir fedélzeti mérnöke.